# Alele
Alele – miejscowość w Wallis i Futunie (zbiorowość zamorska Francji), na wyspie Uvea; w dystrykcie Hihifo. Według spisu powszechnego z 2018 roku, liczy 524 mieszkańców.